# گرانش مصنوعی

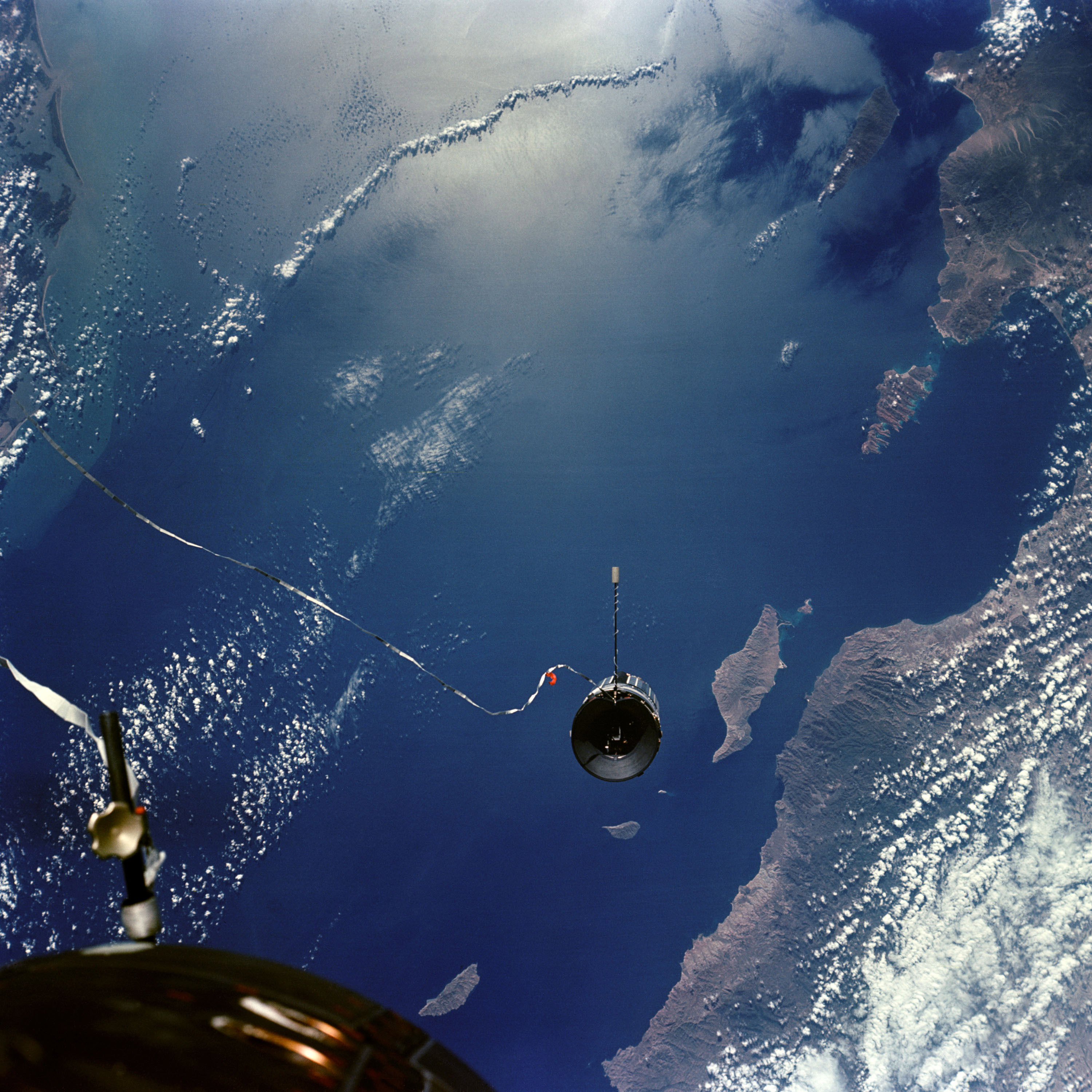
جمینی ۱۱ عملیات‌های اتصال آجنا

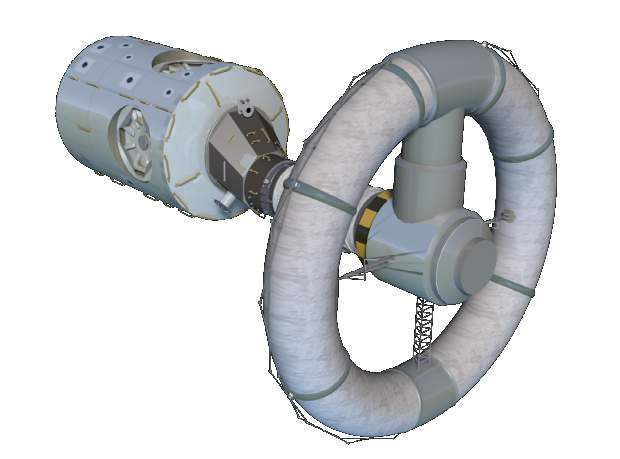
نسخهٔ پیشنهادی ناتیلوس -۱۰ ایستگاه فضایی بین‌المللی.

گرانش مصنوعی یا گرانش ساختگی (گاهی به عنوان شبه گرانش نیز نامیده می‌شود) به ایجاد نیروی اینرسی گفته می‌شود که معمولاً به وسیلهٔ ایجاد چرخش صورت می‌پذیرد گرانش مصنوعی از طریق چرخش، به علت نیروی گریز از مرکز تولید شده در یک قاب چرخشی تأمین می‌شود. در معنای کلی‌تر، «گرانش مصنوعی» همچنین ممکن است به اثر شتاب خطی اشاره کند، به عنوان مثال در موتور موشک.
از شبیه‌سازی گرانش چرخشی برای کمک به آموزش فضانوردان استفاده می‌شود. گرانش شبیه‌سازی شده به عنوان یک راه حل پیشنهادی در پاسخ به اثرات مضر ناشی از بی‌وزنی طولانی مدت در پروازهای فضایی انسان مطرح شده است. با این حال، به دلیل نگرانی در مورد اندازه و هزینه یک فضاپیمای لازم برای تولید یک نیروی گریز از مرکز مفید قابل مقایسه با قدرت میدان گرانشی روی زمین، هیچ کاربرد فعلی برای جاذبه مصنوعی در فضا وجود ندارد.

## نیروی گریز از مرکز
گرانش مصنوعی می‌تواند با استفاده از یک نیروی گریز از مرکز ایجاد شود. در یک ایستگاه فضایی در حال چرخش، این یک نیروی نرمال است که توسط بدنه فضاپیما فراهم می‌شود و به عنوان نیروی گریز از مرکز عمل می‌کند؛ بنابراین، نیروی جاذبه به وسیلهٔ نیروی گریز از مرکز در قاب چرخشی ایجاد می‌شود. مطابق قانون سوم نیوتن، مقدار شتاب رو به پایین ایجاد شده از نظر بزرگی برابر است ولی در خلاف جهت شتاب گریز از مرکز.

حرکت توپ‌ها در یک فضاپیمای دوار

## شتاب خطی
یک راه دیگر ایجاد گرانش مصنوعی شتاب خطی است. شتاب خطی، حتی در سطح پایین، می‌تواند نیروی کافی G فراهم کند. یک فضاپیما تحت شتاب ثابت در یک خط مستقیم کشش گرانشی را در جهت مخالف شتاب تولید می‌کند. این «کشش» که باعث می‌شود یک جسم سست به سمت انتهای فضاپیما کند، در واقع همان نیروی اینرسی اشیا داخل فضاپیماست که مطابق با اولین قانون نیوتن است.

## بی وزنی / تخلیه

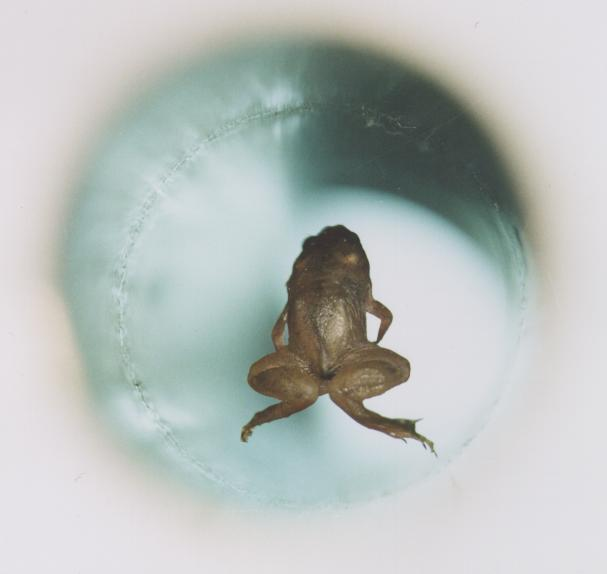
یک قورباغه زنده در داخل یک سوراخ عمودی به قطر ۳۲ میلی‌متر از یک الکترون برید در یک میدان مغناطیسی حدود ۱۶تسلا که در حالت بی وزنی معلق شده.

اثر مشابه گرانش را می‌توان از طریق دیامغناطیس ایجاد کرد که به آهنرباهای دارای میدان مغناطیسی بسیار قدرتمند احتیاج دارد. چنین دستگاه‌هایی توانسته‌اند حداکثر یک موش کوچک را حرکت دهند،
با وجود چنین زمینه‌های مغناطیسی بسیار قوی، ایمنی برای استفاده با انسان نامشخص است.

## پرواز سهمی سان
شگفتی بی‌وزن یا Wonder Wonder نام مستعار هواپیماهای ناسا است که در مسیرهای سهموی پرواز می‌کند و به‌طور خلاصه محیطی تقریباً بی‌وزن را فراهم می‌کند که در آن می‌توان به فضانوردان برای انجام تحقیقات و تصاویر متحرک فیلم آموزش داد.

## شناوری خنثی
از اصل شناوری خنثی برای شبیه‌سازی محیط بی وزن فضا استفاده می‌شود. فضانوردان مناسب با استفاده از جرثقیل سربار وارد استخر می‌شوند و وزن آنها توسط غواصان پشتیبانی تنظیم می‌شود تا آنها هیچ نیرویی شناور و هیچ لحظه چرخشی در مورد مرکز جرم خود نداشته باشند.
شناوری خنثی در استخر بی وزنی نیست، زیرا اندام‌های تعادل در گوش داخلی هنوز جهت صعب العبور گرانش را حس می‌کنند. همچنین مقدار قابل توجهی از کشش توسط آب وجود دارد. به‌طور کلی اثرات کشیدن با انجام کارها به آرامی در آب به حداقل می‌رسد. تفاوت دیگر بین شبیه‌سازی شناور خنثی در استخر و در هنگام پرواز در فضا این است که دمای استخر و شرایط روشنایی ثابت نگه داشته می‌شود.

## گرانش مصنوعی در داستان‌های علمی تخیلی
در داستانهای علمی، گرانش مصنوعی گاهی در فضاپیماهایی وجود دارد که نه در حال چرخش است و نه در حال شتابدار است. در حال حاضر، هیچ روش تأیید شده‌ای وجود ندارد که بتواند گرانش غیر از جرم یا شتاب واقعی را شبیه‌سازی کند. یوجین پودکلتنوف، مهندس روسی، از اوایل دهه ۱۹۹۰ ادعا کرده است چنین وسیله ای متشکل از یک ابررسانا در حال چرخش تولید "میدان گرانشی گرانشی " قدرتمند را تولید کرده است، اما تاکنون هیچ تأیید و حتی نتایج منفی از طرف شخص ثالث حاصل نشده است. در سال ۲۰۰۶، یک گروه تحقیقاتی با تأمین اعتبار ESA ادعا کرد که دستگاهی مشابه را تولید کرده است که نتایج مثبتی برای تولید گرانش گرایی نشان می‌دهد، اگرچه تنها ۰٫۰۰۰۱ گرانش زمین را تولید می‌کند. این نتیجه تکرار نشده است.